# ۳ ای.ام. (فیلم ۲۰۱۴)
«۳ ای.ام.» (انگلیسی: 3 A.M. (2014 film)) فیلمی در ژانر ترسناک است که در سال ۲۰۱۴ منتشر شد.